# Wagner Reloaded: Live in Leipzig
Albums de Apocalyptica
7th Symphony
(2010) Shadowmaker
(2015)
Wagner Reloaded: Live in Leipzig est le premier album live du groupe  Finlandais de metal Apocalyptica, enregistré le 5 juillet 2013 à l'Arena de Leipzig et sorti le 18 novembre 2013 sur le label Sony Music Entertainment. Le concert a été préparé par le groupe pour célébrer le 200e anniversaire de Richard Wagner.

## Liste des pistes
Toutes les chansons sont écrites et composées par Eicca Toppinen, sauf mention contraire.
| No  | Titre                  | Auteur                     | Durée |
| --- | ---------------------- | -------------------------- | ----- |
| 1.  | Signal                 |                            | 1:42  |
| 2.  | Genesis                |                            | 1:47  |
| 3.  | Fight Against Monsters |                            | 6:09  |
| 4.  | Stormy Wagner          |                            | 4:02  |
| 5.  | Flying Dutchman        | Eicca Toppinen/Sven Helbig | 4:29  |
| 6.  | Lullaby                |                            | 2:57  |
| 7.  | Bubbles                |                            | 2:08  |
| 8.  | Path In Life           | Eicca Toppinen/Sven Helbig | 4:09  |
| 9.  | Creation of Notes      |                            | 5:35  |
| 10. | Running Love           |                            | 5:02  |
| 11. | Birth Pain             |                            | 6:22  |
| 12. | Ludwig - Wonderland    |                            | 6:39  |
| 13. | Ludwig - Requiem       | Eicca Toppinen/Sven Helbig | 2:06  |
| 14. | Destruction            |                            | 3:05  |